# William Finnegan (Filmproduzent)
William R. Finnegan (* 29. Juni 1928 in Kansas City, Missouri; † 28. November 2008 in Sag Harbor, New York) war ein US-amerikanischer Film- und Fernsehproduzent.

## Karriere
Finnegan diente nach dem Zweiten Weltkrieg in der US Navy. Anfang der 1950er-Jahre begann er seine Karriere zunächst als Journalist; unter anderem schrieb er Nachrichtentexte für Associated Press. In den 1960er-Jahren arbeitete er als Regieassistent an verschiedenen Film- und Fernsehproduktionen, darunter an der Agentenserie Solo für O.N.C.E.L. In den 1970er-Jahren war er unter anderem als Produzent der Serie Hawaii Fünf-Null tätig, Ausgangs des Jahrzehnts gründete er seine eigene Produktionsfirma. Zu den von ihm produzierten Spielfilmen gehören die Western-Parodien Auch ein Sheriff braucht mal Hilfe und Latigo mit James Garner in der Hauptrolle sowie das mit vier Oscars ausgezeichnete Drama Die fabelhaften Baker Boys mit Michelle Pfeiffer sowie den Brüdern Beau und Jeff Bridges.
Finnegan war insgesamt fünfmal für einen Emmy nominiert, konnte den Preis jedoch nie gewinnen. 2003 zog er sich in den Ruhestand zurück. Er starb 2008 im Alter von 80 Jahren an den Folgen der Parkinson-Krankheit.

## Filmografie (Auswahl)

### Als Produzent
- 1969: Auch ein Sheriff braucht mal Hilfe
- 1971: Latigo
- 1971: Hawaii Fünf-Null
- 1978: Night Kill – Eine tödliche Bedrohung
- 1982: Callahan
- 1984: Katastrophe auf dem Potomac – Absturz in die eisigen Fluten
- 1986: Entscheidung am Long Hill (Louis L’Amour’s Down the Long Hills)
- 1986: Die Nacht der Creeps
- 1988: Hochzeitsfieber
- 1990: Die fabelhaften Baker Boys
- 1994: Reality Bites – Voll das Leben
- 1996: Ed – Die affenstarke Sportskanone

### Als Regieassistent
- 1965: Solo für O.N.C.E.L.
- 1966: Die Mann im grünen Hut
- 1967: Die Karate Killer
- 1968: Kugeln sind sein Autogramm

## Nominierungen
- 1973: Emmy-Nominierung für Hawaii Fünf-Null
- 1978: Emmy-Nominierung für King
- 1984: Emmy-Nominierung für Dollmaker – Ein Traum wird wahr
- 1986: Emmy-Nominierung für Amos
- 1988: Emmy-Nominierung für Lincoln